# Loi du plateau du Golan
Lire en ligne

(en) Texte de la loi en anglais
(he) Texte de la loi en hébreu (Wikisource)

La loi du plateau du Golan est une loi israélienne qui place le Golan sous les lois, la juridiction et l'administration israéliennes. Ce texte a été voté par la Knesset (le Parlement israélien), au cours de la Xe législature, le 14 décembre 1981 par 63 des députés israéliens sur 120. Les Nations unies, via la résolution 497 du 17 décembre 1981, ont déclaré à l'unanimité cette loi comme « nulle et non avenue et sans effet juridique sur le plan international »,. 
Depuis le 25 mars 2019 un pays, en dehors d'Israël, a reconnu la validité de la loi du plateau du Golan : les Etats-Unis pendant la présidence de Donald Trump,.    

## Conquête du Golan dès 1967
Le Golan, un territoire syrien, est militairement occupé par Israël à partir du 7 juin 1967, au cours de la guerre des Six Jours gagnée par Israël contre l'Égypte, la Syrie et la Jordanie. 
Avant cette conquête, le Golan avait une population de  plus de 100 000 Syriens (113 340 d'après un recensement de 1960). 
Toute la population syrienne a fui devant l'avancée de l'armée israélienne. 
Toutefois les Druzes sont restés ; ils étaient au nombre de 6400 en 1967, répartis autour de quatre agglomérations : Majdal Chams, Bukata, Mas'ada et Ain Kinya (ils seront 13 000 en 1981). Population rurale, les druzes sont traditionnellement éloignés du pouvoir central, quel que soit l'Etat dans lequel ils s'inscrivent. En 1981, au moment de l'annexion, Israël propose de leur accorder la citoyenneté israélienne ; ils la rejettent.
Israël adopte une politique de peuplement dans le territoire occupé du Golan (" territoire administré " dans la terminologie israélienne) ; ainsi en 1981, 8000 Israéliens se sont installés au sein de 30 colonies dans le Golan. Les Nations unies condamnent cette politique perçue comme une entreprise d'«incorporation du Golan par la puissance occupante».
Selon les informations du journal " Le Monde" , dans son numéro daté du 31 juillet 2024 - article page 2 consacré à la tuerie des 12 enfants druzes du samedi 27 juillet sur le terrain de foot-ball de Majdal  Shams-, la population dzuze située sur le Golan annexé par l'Etat d'Israël depuis 1981 est d'environ 30 000 habitants ; la population des Israéliens sur ce territoire conquis par l'armée israélienne depuis le 10 juin 1967 est également d'environ 30 000 habitants ; depuis une dizaine d'années, environ 25% à 30% de la population druze a demandé à posséder la nationalité israélienne

## Loi d'annexion du 14 Décembre 1981
La loi du 14 décembre 1981 a été votée six mois avant le retrait israélien du Sinaï, faisant suite au traité israélo-égyptien du 26 mars 1979 signé à Washington et après l'adoption de la Loi de Jérusalem proclamant Jérusalem « capitale d'Israël, une et indivisible », votée le 30 janvier 1980 par les parlementaires israéliens (sauf les députés arabes) et qui est considérée comme une loi fondamentale de l'Etat d'Israël, devant avoir plus de 61 voix pour la modifier sur un total de 120 députés à la Knesset. 
De manière inhabituelle, les trois lectures de la loi, prévues par la procédure législative israélienne, ont eu lieu le même jour. Ce modus operandi a été sévèrement critiqué par l'opposition du centre et de la gauche. Les critiques de fond ont porté sur le fait que le texte était de nature à entraver de futures négociations avec la Syrie.  
L'intitulé de cette loi du 14 décembre 1981 est le suivant, transcrit en anglais à partir de la version officielle en hébreu, parue et publiée au Bulletin officiel de l'Etat d'Israël : 
1. "The Law, jurisdiction and administration of the State will take effect in the Golan Heights, as described in the Schedule."
2. "This Law will begin taking effect on the day of its acceptance in the Knesset."
3. "The Minister of the Interior is placed in-charge of the implementation of this Law, and is entitled, in consultation with the Minister of Justice, to enact regulations for its implementation and to formulate regulations on interim provisions regarding the continued application of regulations, directives, administrative directives, and rights and duties that were in effect in the Golan Heights prior to the acceptance of this Law."
Cette loi a été approuvée par 63 voix pour, 21 contre et le restant des députés - soit 36 membres du Parlement d'Israël - s'est abstenu ou n'a pas pris part au vote. Il est à rappelé que la Knesset compte 120 députés depuis les premières élections législatives qui eurent lieu en janvier 1949. Dans les 63 votants " pour ", en dehors des députés du Likoud et de ses alliés, il est à noter le vote de 8 députés du Parti travailliste alors que ce parti politique, au pouvoir entre mai 1948 et juin 1977, n'était pas favorable à cette loi.  
Cette loi a été officiellement paraphée par Yitzhak Navon, Président de l'État d'Israël, par Menahem Begin, Premier ministre depuis les élections législatives de juin 1977, remportées pour la première fois par la coalition des partis de la droite israélienne depuis la création de l'Etat d'Israël  et par Yosef Burg, Ministre de l'Intérieur. 

## Réaction des Nations unies
Le 17 décembre 1981, est votée par 15 voix pour, 0 voix contre et 0 abstention la résolution 497 du Conseil de sécurité des Nations unies qui déclare la loi du plateau du Golan comme «nulle et non avenue et sans effet juridique international» et demande en outre à Israël d'annuler cette loi ,.
Cette résolution ne sert  à rien car Israël ne respecte pas les dispositions de la  résolution 497 de l'O.N.U. Des sanctions sont alors proposées dans une résolution du 21 janvier 1982 mais ne peuvent avoir lieu car elles se heurtent au veto des Etats-Unis.
L'O.N.U. vote une résolution annuelle sur le «Golan syrien occupé», en faveur d'un retrait israélien du Golan, prévu par la résolution 497. Pour la première fois, en novembre 2018, les Etats-Unis sortent de leur abstention et votent contre. 
Lorsque le président Donald Trump reconnaît officiellement au nom des Etats-Unis la souveraineté israélienne sur le Golan le 25 mars 2019, l'O.N.U. déclare que cela ne change en rien l'illégalité de l'annexion au regard du droit international.